# Paroligia fusca
Paroligia fusca är en fjärilsart som beskrevs av Moore 1882. Paroligia fusca ingår i släktet Paroligia och familjen nattflyn. Inga underarter finns listade i Catalogue of Life.